# Lega Basket Serie A
Die Lega Basket Serie A, auch kurz Serie A, ist die höchste Spielklasse im italienischen Basketball der Männer.

## Geschichte
Die Liga wurde im Jahre 1920 gegründet. Seit 1925 wird sie von der Federazione Italiana Pallacanestro, dem italienischen Basketballverband, organisiert.
1974 wurde sie in zwei Spielstaffeln, die Serie A1 und die Serie A2 unterteilt. Ab der Saison 2001/02 wurden die Spielstaffeln in zwei selbständige Ligen geteilt. Die Mannschaften aus der ehemaligen Serie A1 spielten fortan in der Lega Basket Serie A und die Mannschaften der ehemaligen Serie A2 in der nun autonomer organisierten Legadue, die seit 2013 wieder Serie A2 heißt.
Da die zur Saison 2008/09 sportlich qualifizierten Vereine Basket Napoli sowie Orlandina Basket keine Lizenz erhielten und keine anderen Vereine nachrücken durften, nehmen zwischen 2009 und 2019 16 statt zuvor 18 Vereinen am Ligabetrieb teil. Nuova Sebastiani Basket Rieti, das als Martos Napoli angetreten war, wurde im April 2010 vom Spielbetrieb ausgeschlossen, alle Spiele der Mannschaft wurden aus der Wertung genommen.

### Titel nach Städten
→ Für die Liste der italienischen Basketballmeister, siehe Italienischer Meister (Basketball) 
| Stadt   | Titel | Mannschaften                                                                 |
| ------- | ----- | ---------------------------------------------------------------------------- |
| Mailand | 39    | Olimpia Milano (31), ASSI Milano (6), Inter Mailand (1), Costanza Milano (1) |
| Bologna | 19    | Virtus Bologna (17), Fortitudo Bologna (2)                                   |
| Varese  | 10    | Pallacanestro Varese (10)                                                    |
| Siena   | 6     | Montepaschi Siena (6)                                                        |
| Rom     | 5     | Ginnastica Roma (4), Virtus Roma (1)                                         |
| Treviso | 5     | Pall. Benetton Treviso (5)                                                   |
| Triest  | 5     | Ginnastica Triestina (5)                                                     |
| Venedig | 4     | Reyer Venezia                                                                |
| Cantù   | 3     | Pallacanestro Cantù (3)                                                      |
| Pesaro  | 2     | Victoria Libertas Pesaro (2)                                                 |
| Caserta | 1     | Juventus Caserta (1)                                                         |
| Sassari | 1     | Dinamo Basket Sassari (1)                                                    |

## Modus
An der Liga nehmen 16 (bis 2008: 18, zwischen 2009 und 2019: 16 sowie 2020: 17) Mannschaften teil. Die acht best platzierten Teams nehmen nach der regulären Saison an den Playoffs teil. Diese werden in den ersten beiden Runden im Best-of-five-Modus, in der Finalserie im Best-of-seven-Modus ausgetragen. Der Tabellenletzte und der Tabellenvorletzte der Hauptrunde (bis 2019 lediglich der Tabellenletzte) steigen in die Serie A2 (bis 2013: in die Legadue; 2013/14: Divisione Nazionale A Gold), die zweite Liga, ab.

## Vereine in der Saison 2024/25
Zur Saison 2024/25 stiegen aus der Serie A2 Pallacanestro Trapani, zuletzt in der Saison 1991/92 in der Serie A, und nach einjähriger Abwesenheit Pallacanestro Trieste auf.
Als Titelverteidiger tritt zum vierten Mal in Folge der Italienische Rekordmeister Olimpia Milano an. Pokalverteidiger ist dagegen Napolibasket.
- Virtus Segafredo Bologna
- Germani Brescia
- Vanoli Basket Cremona
- EA7 Emporio Armani Milano (M)
- Napolibasket (P)
- Estra Pistoia
- Unahotels Reggio Emilia
- Banco di Sardegna Sassari
- Givova Scafati
- Bertram Derthona Tortona
- Trapani Shark (N)
- Dolomiti Energia Trentino
- NutriBullet Treviso Basket
- Pallacanestro Trieste (N)
- Openjobmetis Varese
- Umana Reyer Venezia

 Erläuterungen: M=Meister; P=Pokalsieger; N=Neuling

## Hauptsponsoren
Hauptsponsor der Serie A ist seit der Spielzeit 2020/21 das Versicherungsunternehmen UnipolSai. Der Vertrag gilt für drei Spielzeiten.
- 1993–1996: Luxottica
- 1996–1998: Polo
- 1998–1999: Ford Puma
- 1999–2000: SportWeek
- 2000–2003: Foxy
- 2003–2009: TIM
- 2009–2012: Agos Ducato
- 2012–2016: Beko
- 2016–2019: PosteMobile
- 2020–2025: UnipolSai

## Ligarekorde

### Vereinsebene
| Rekord                                    | Verein         | Anzahl Spiele | Spielzeit/-en     |
| ----------------------------------------- | -------------- | ------------- | ----------------- |
| Längste Erfolgsserie                      | Olimpia Milano | 47            | 1961/62 – 1962/63 |
| Längste Erfolgsserie (in einer Spielzeit) | Olimpia Milano | 26            | 1962/63           |
| Längste Niederlagenserie                  | Aurora Desio   | 30            | 1989/90           |

| Rekord                                              | Verein              | Punkte | Spielzeit | Datum      | Spiel                             | Ergebnis |
| --------------------------------------------------- | ------------------- | ------ | --------- | ---------- | --------------------------------- | -------- |
| Sieg mit dem größten Punkteunterschied              | Olimpia Milano      | +73    | 1972/73   | 28.01.1973 | Simmenthal Milano – Gamma Varese  | 117:44   |
| Sieg mit der höchsten erzielten Punktezahl          | Dinamo Sassari      | 158    | 1994/95   | 12.02.1995 | B. Sardegna Sassari – Pall. Pavia | 158:91   |
| Sieg mit der niedrigsten gegnerischen Punktezahl    | Virtus Bologna      | 11     | 1948/49   | 14.11.1948 | Virtus Bologna – Reyer Venezia    | 16:11    |
| Niederlage mit dem größten Punkteunterschied        | Robur Varese        | −73    | 1972/73   | 28.01.1973 | Simmenthal Milano – Gamma Varese  | 117:44   |
| Niederlage mit der niedrigsten erzielten Punktezahl | Reyer Venezia       | 11     | 1948/49   | 14.11.1948 | Virtus Bologna – Reyer Venezia    | 16:11    |
| Niederlage mit der höchsten gegnerischen Punktezahl | Pallacanestro Pavia | 158    | 1994/95   | 12.02.1995 | B. Sardegna Sassari – Pall. Pavia | 158:91   |

| Rekord          | Verein      | Zuschauer | Spielzeit | Datum      | Spiel                     | Ergebnis |
| --------------- | ----------- | --------- | --------- | ---------- | ------------------------- | -------- |
| Zuschauerrekord | Virtus Roma | 14.348    | 1982/83   | 19.04.1983 | Banco Roma – Billy Milano | 97:83    |

(Stand: September 2017)

### Spieler
Die Spielerrekorde basieren auf den Daten ab der Spielzeit 1948/49, mit Ausnahme der Blocks, die erst ab der Spielzeit 1976/77 zur Verfügung stehen. Zum 30. Juni 2018 noch aktive Spieler sind grün hervorgehoben. (Stand 30. Juni 2018)
| Rang | Spieler           | Saisons |
| ---- | ----------------- | ------- |
| 1    | Dino Meneghin     | 28      |
| 2    | Antonello Riva    | 25      |
| 3    | Dan Gay           | 25      |
| 4    | Francesco Vescovi | 24      |
| 5    | Giampiero Savio   | 23      |

| Rang | Spieler           | Spiele |
| ---- | ----------------- | ------ |
| 1    | Dan Gay           | 843    |
| 2    | Dino Meneghin     | 834    |
| 3    | Antonello Riva    | 797    |
| 4    | Francesco Vescovi | 793    |
| 5    | Walter Magnifico  | 760    |

| Rang | Name           | Punkte |
| ---- | -------------- | ------ |
| 1    | Antonello Riva | 14397  |
| 2    | Oscar Schmidt  | 13957  |
| 3    | Carlton Myers  | 11320  |
| 4    | Chuck Jura     | 9870   |
| 5    | Bob Morse      | 9870   |

| Rang | Name                | Minuten |
| ---- | ------------------- | ------- |
| 1    | Antonello Riva      | 23269   |
| 2    | Francesco Vescovi   | 20242   |
| 3    | Walter Magnifico    | 20000   |
| 4    | Dan Gay             | 19123   |
| 5    | Sandro Dell’Agnello | 18483   |

| Rang | Name             | Rebounds |
| ---- | ---------------- | -------- |
| 1    | Dan Gay          | 5970     |
| 2    | Walter Magnifico | 4246     |
| 3    | Roosevelt Bouie  | 4240     |
| 4    | Dino Meneghin    | 4141     |
| 5    | Renzo Vecchiato  | 3991     |

| Rang | Spieler            | Anzahl |
| ---- | ------------------ | ------ |
| 1    | Riccardo Pittis    | 1811   |
| 2    | / Mike D’Antoni    | 1466   |
| 3    | Roberto Brunamonti | 1276   |
| 4    | Francesco Vescovi  | 1162   |
| 5    | Dino Meneghin      | 1149   |

| Rang | Spieler            | Vorlagen |
| ---- | ------------------ | -------- |
| 1    | Gianmarco Pozzecco | 1772     |
| 2    | Riccardo Pittis    | 1454     |
| 3    | / Marques Green    | 1446     |
| 4    | Roberto Brunamonti | 1332     |
| 5    | Luca Vitali*       | 1229     |

| Rang | Name             | Blocks |
| ---- | ---------------- | ------ |
| 1    | Dean Garrett     | 622    |
| 2    | Ario Costa       | 602    |
| 3    | Dan Gay          | 573    |
| 4    | Willie Sojourner | 541    |
| 5    | Mike Davis       | 540    |